# Oleg Basiłaszwili
Oleg Walerianowicz Basiłaszwili, ros. Олег Валерианович Басилашвили; ur. 26 września 1934 w Moskwie) – rosyjski aktor teatralny i filmowy, pochodzenia gruzińskiego.

## Życiorys
Syn Waleriana Basiłaszwilego, rektora moskiewskiej politechniki i nauczycielki Iriny Iljinskiej. Po rozpoczęciu wojny w 1941, Oleg wraz z rodziną przeniósł się do Gruzji, gdzie mieszkał pod opieką dziadka i uczęszczał do szkoły.

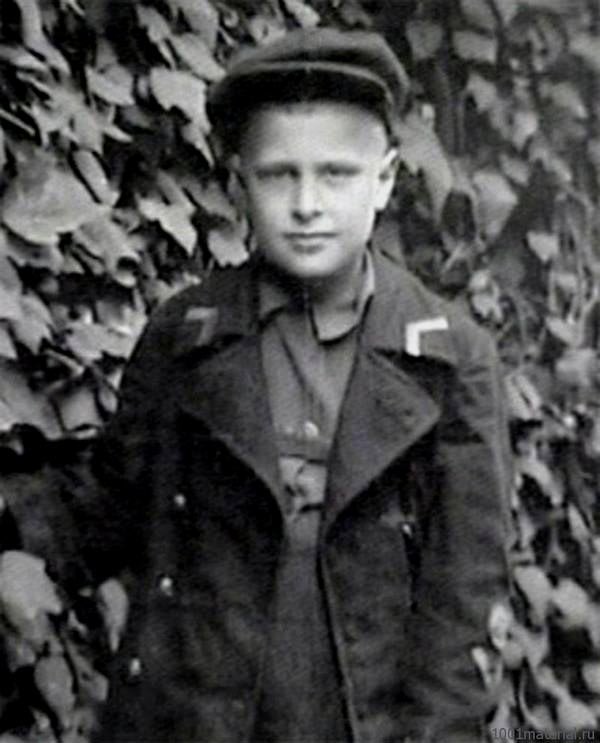
Oleg Basiłaszwili jako dziecko

Po zakończeniu wojny powrócił do Moskwy, ukończył szkołę średnią, a w 1956 szkołę aktorską, działającą przy MChaT. Tam poznał swoją pierwszą żonę – Tatjanę Doroninę, z którą występował na deskach petersburskiego teatru Bolszoj. Grał na tej scenie obok najwybitniejszych aktorów rosyjskich tego okresu, zdobywając sławę rolami w sztukach Czechowa i Gorkiego.
W filmie zadebiutował w 1956 rolą narzeczonego w obrazie Niewiesta, w reżyserii Grigorija Nikulina. Sławę jako aktor filmowy zyskał znacznie później, występując w filmach Eldara Riazanowa – Biurowy romans (1977) i Dworzec dla dwojga (1983). Największą liczbę nagród na międzynarodowych festiwalach filmowych przyniosła mu rola w Jesiennym maratonie, zrealizowanym przez Gieorgija Daneliję w 1979. Od lat 80. występował w filmach Szachnazarowa, w tym w komedii Sny (1993), w którym zagrał kilka ról, w tym producenta filmów pornograficznych i gwiazdę rocka.
W roku 1990 zdobył mandat do Dumy w okręgu leningradzkim, stając się zwolennikiem Borysa Jelcyna i Anatolija Sobczaka, potem przystąpił do Sojuszu Sił Prawicowych. W 2000 porzucił karierę polityczną i powrócił do aktorstwa. Kolejny sukces przyniosła mu rola Wolanda w telewizyjnej adaptacji Mistrza i Małgorzaty (reż. Władimir Bortko). 26 lutego 2022 podpisał list rosyjskich artystów, domagających się od władz Federacji Rosyjskiej zaprzestania działań wojennych przeciwko Ukrainie
Był dwukrotnie żonaty. Małżeństwo z Tatjaną Doroniną skończyło się w 1966 rozwodem. Drugą żoną aktora jest dziennikarka Galina Mszanska.

## Wybrana filmografia
- 1976: Niewolnica miłości jako Jużakow
- 1977: Biurowy romans jako Samochwałow
- 1979: Jesienny maraton jako Andriej Buzykin
- 1982: Dworzec dla dwojga jako Płaton Riabinin
- 1984: I oto przyszedł Bumbo jako Płaton Gromow
- 1988: Miasto Zero jako scenarzysta
- 1991: Obiecane niebiosa jako przyjaciel prezydenta
- 1993: Wróżba jako Oleg Goriunow
- 1995: Orzeł i reszka jako profesor
- 2000: Światowa historia trucicielstwa  jako Prochorow/Aleksander VI
- 2005: Mistrz i Małgorzata jako Woland
- 2000: Carska rodzina Romanowów jako prof. Fiodorow
- 2010: Mariewo jako Afanasij Iwanowicz

## Nagrody i odznaczenia
- 1969: Zasłużony Artysta RFSRR
- 1977: Ludowy Artysta RFSRR
- 1984: Ludowy Artysta ZSRR
- Został odznaczony m.in.: Orderem „Za zasługi dla Ojczyzny” III i IV klasy oraz Orderem Czerwonego Sztandaru Pracy.